# 3Steps
3-Steps (pronunciado:  θriː stɛps) es un grupo alemán de artistas contemporáneos formado por los gemelos Kai Harald Krieger (15 de marzo de 1980) y Uwe Harald Krieger (15 de marzo de 1980) y Joachim Pitt (8 de diciembre de 1980).
Los trabajos de 3Steps han abarcado arte mural, grafiti y arte urbano. El spray es el medio principal de 3Steps. Las pinturas son imágenes en enormes fachadas y muros, así como varias clases de materiales para pintar en el estudio. Colores vivos y el reflejo de una sociedad moderna expresa la intención de los tres amigos.

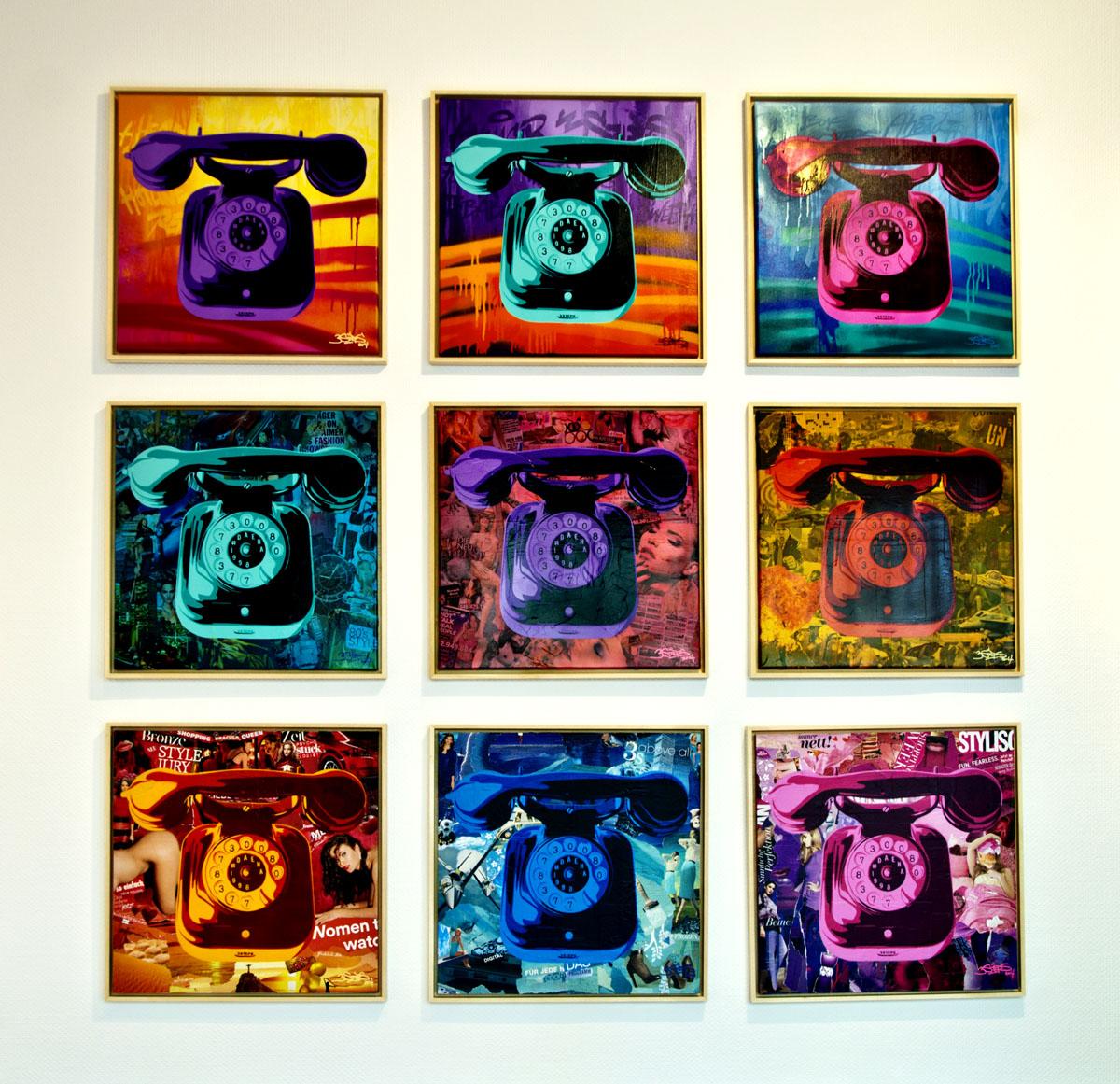
3Steps Pinturas Telefónicas, 2014.

En noviembre de 2014 3Steps recibieron el premio “Kultur- und Kreativpilot Deutschland”  por parte de la República Federal Alemana. 3Steps viven y trabajan en la ciudad Universitaria de Giessen, Alemania central.

## Desarrollo
3Steps se fundó en otoño de 1998. El estilo del colectivo se desarrolló con rapidez desde el clásico “Escritura moderna de Nueva York” y grafiti a pequeñas historias en murales a gran escala.El trabajo de 3Steps se puede encontrar en muchos lugares, de Giessen y Wetzlar a Múnich y Berlín, Londres, Milán, Venecia, Los Ángeles y Nueva York.

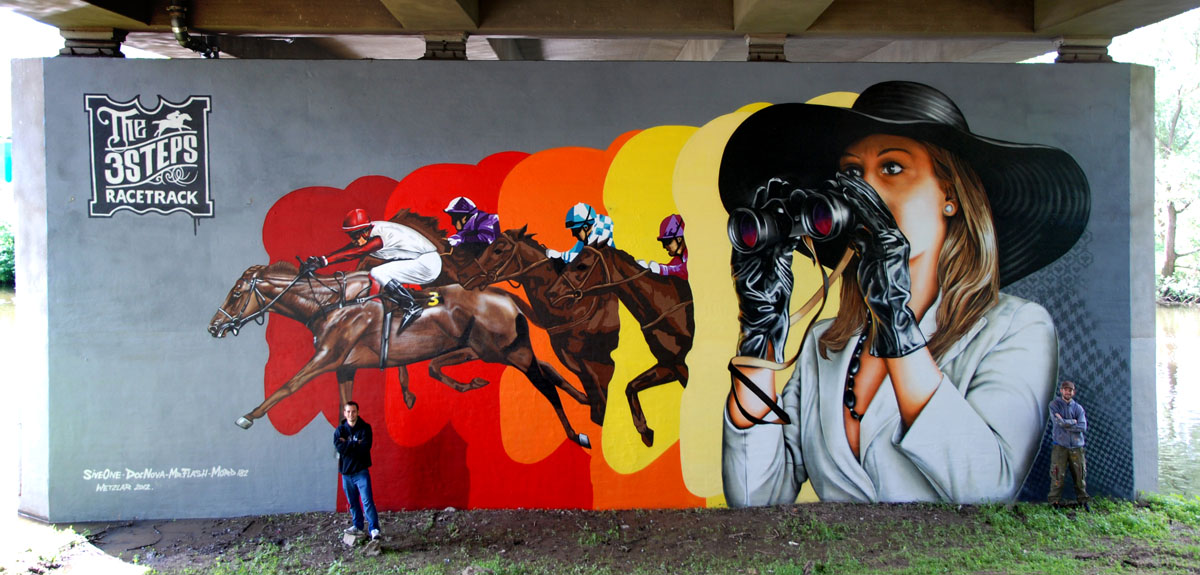
Mural "Racetrack" de 3Steps para el Hessentag en Wetzlar, 2012

Después de completar sus estudios universitarios con diploma y doctorado con galardones, los tres amigos fundaron su estudio y espacio de arte en Giessen en 2012. Desde entonces se dedican a llevar a cabo nuevos proyectos y temas. En el estudio, 3Steps produce bellas artes, ediciones y productos exclusivos.

## Trabajos
Hoy el estilo de 3Steps incluye influencias de arte urbano, escritura moderna, fotorrealismo, grabado y arte pop. En sus trabajos actuales 3Steps refleja la vida de hoy en día, caracterizada por la variedad de entornos reales, ficticios, fantásticos. 
Las imágenes de 3Steps cuentan pequeñas historias y cuentos de hadas modernos. La mayoría de las historias del colectivo se basan en momentos y figuras icónicas de la vida diaria. 3Steps convierte productos y elementos históricos del día a día en arte moderno. La naturaleza frente a la cultura urbana y ciudades sumergidas. Los trabajos son imágenes coloridas en las que la estética y glamour se funden con la aventura y la cultura urbana.

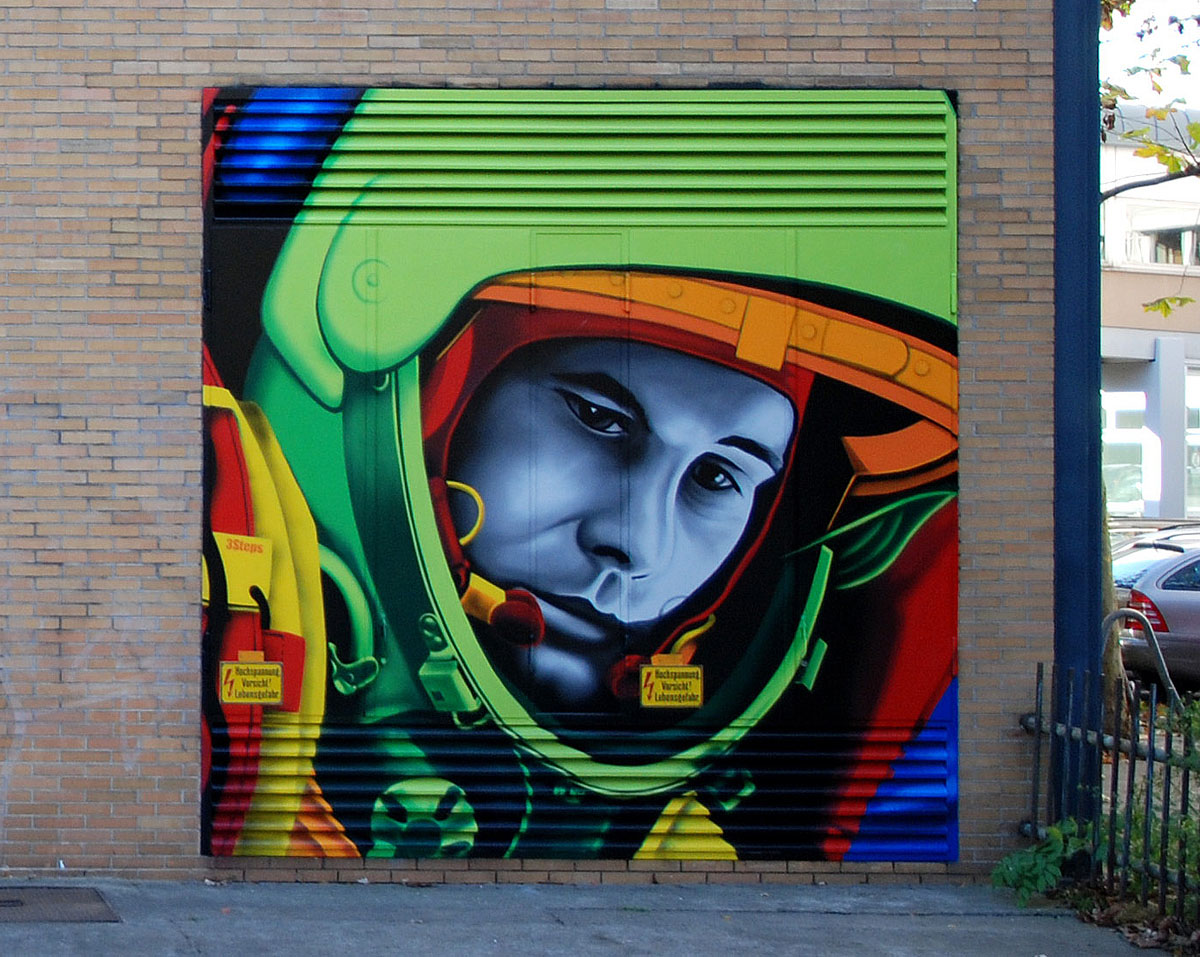
Yuri Gagarin Retrato de Arte pop de 3Steps en el THM, 2011.

El cuerpo de trabajo de 3Steps contiene a gran escala arte mural, arte urbano y pinturas en madera y lienzos, fotografías, serigrafía así como esculturas. La mayoría de las pinturas de materiales mezclados consisten en un collage de periódicos, revistas, estarcido, grafiti, acrílico, resina y serigrafía en madera y lienzos.

## River Tales
3Steps es el creador del festival internacional de arte urbano de River Tales (en español: cuentos de río). El objetivo del proyecto de inversión hecho en varias ocasiones,  es la remodelación de la ciudad, el campo y el río a través del arte mural y el arte urbano. Desde 2012 el proyecto crece a través de la participación de numerosos artistas internacionales (p. ej. Loomit, Domo, Alexander Becherer, 3Steps, Macs y Etnik). El festival habla del cambio urbano como tema central y la remodelación de ciudades con río.

## Exposiciones

### Exposiciones exclusivas
- 2015: Welcome to Milvus County, Kunst in Licher Scheunen, Art Festival, Lich (espectáculo único)
- 2015: Expressions, Galerie Hegemann, Múnich
- 2015: AprilApril, Galerie Artikel5, Aachen
- 2014: Ahead! a studio show, Milvus Galería, Giessen (espectáculo único)
- 2014: Goethe Werther, Museo de Wetzlar
- 2014: Stadtbotanik, Galerie am Bahndamm, Giessen
- 2013: East vs. West Coast  Galerie S., Aachen
- 2013: East vs. West Coast , Milvus Galería, Giessen (espectáculo único)
- 2013: Einer von uns. August Bebel und Wetzlar, Museo de Wetzlar
- 2010: 100 Künstler | 100 artists, Museo Zinkhütter Hof, Stolberg Aachen
- 2010: Style needs no color, Bastante Portal, Dusseldorf
- 2010: Style needs no color, Golpe 2 Feria de Arte, Múnich
- 2010: Style needs no color, Florece Arte.Justo 21, Colonia

### Festivales de arte urbano (exclusivos)
- 2014: River Tales | Event of Urban Art, Giessen
- 2012: Can!t graffiti festival, Amberes
- 2012: Urban Device, Grosseto
- 2012: River Tales | Event of Urban Art, Giessen-Wetzlar
- 2011: Can!t graffiti festival 2011, Amberes
- 2011: IBUg 2011 – Urban Culture Festival, Meerane
- 2009: International Meeting of Styles – State of mind, Londres
- 2009: Can!t graffiti festival 2009, Amberes
- 2009: Beyond Materialism, Saloniki Grecia
- 2008: Urban Code, Venecia
- 2007: International Meeting of Styles – Big Dreamers, Ciudad de Nueva York
- 2007: Brighton Hip Hop Festival – Freedom, Brighton, Reino Unido
- 2006: Optical Confusion – Meeting of Mural Art, Wetzlar

### Más lecturas
- Iosifidis Kiriakos: Mural Art Vol. 3: Murals on huge public Places around the World. Publikat, Mainaschaff 2010, ISBN 3-939566-28-4, pág. 20–21.
- Cristian Campos: 1,000 Ideas for Graffiti and Street Art: Murals, Tags, and More from Artists Around the World l. Rockport Publishers & moamao Publications, Beverly MA/Barcelona 2010, ISBN 978-1-59253-658-0.
- Reinhard Müller-Rode: 3Steps Urban Art. In: Bogart. 4. Jahrgang, Nº. 7, 2011, pág. 8–11 (online).
- Style needs no color: Schwarz auf Weiss – Vol. II – Style needs no color. From Here to Fame Publishing, Berlín 2011, ISBN 978-3-937946-06-1, pág. 120–121.
- Cristian Campos: Graffiti and Urban Art: Murals, Tags, Stencils and Sticker. Loft Publications & Frechmann Kolon, Barcelona/Colonia 2011, ISBN 84-9936-771-2, pág. 228–253.
- Artistic career | Karriere mit Kunst. In: Streifzug Magazin. Abril de 2014, pág. 37 (online).
- Frank Malt: 100 European Graffiti Artists. Schiffer Pub Co, Atglen PA 2014, ISBN 978-0-7643-4658-3, pág. 12–15.

### Informes de televisión y radio
- Daniela Will: Remarkable Street Artists | Ausgezeichnete Sprayer. tv report, Sat1 17:30LIVE. 16/01/2015, (online).
- Eva Grage: Awarded Street Artists | Ausgezeichnete Sprayer | 3Steps from Giessen. radio report, In: hr2-kultur. 20/12/2014, (online).